# Stanislaw Andrejewitsch Kalaschnikow
Stanislaw Andrejewitsch Kalaschnikow (russisch Станислав Андреевич Калашников; * 26. Oktober 1991 in Omsk, Russische SFSR) ist ein russischer Eishockeyspieler, der seit Januar 2019 erneut bei Metallurg Nowokusnezk  in der Wysschaja Hockey-Liga unter Vertrag steht. 

## Karriere
Stanislaw Kalaschnikow begann seine Karriere als Eishockeyspieler in seiner Heimatstadt in der Nachwuchsabteilung des HK Awangard Omsk. Für die zweite Mannschaft des Vereins nahm er in der Saison 2008/09 an der drittklassigen Perwaja Liga teil. Anschließend lief der Verteidiger von 2009 bis 2012 für die Juniorenmannschaft Omskje Jastrebi in der multinationalen Nachwuchsliga Molodjoschnaja Chokkeinaja Liga auf. Mit der Mannschaft gewann er in der Saison 2011/12 den Charlamow-Pokal. In der Saison 2012/13 gab er sein Debüt für die Profimannschaft von Awangard Omsk in der Kontinentalen Hockey-Liga. Parallel kam er zudem in zwei Spielen für Sauralje Kurgan in der Wysschaja Hockey-Liga, der zweiten russischen Spielklasse, zum Einsatz.
Im Juni 2013 wurde Kalaschnikow gegen Stanislaw Jegorschew von Sewerstal Tscherepowez eingetauscht und kam für Sewerstal in der Folge 34 Mal in der KHL zum Einsatz. Im Oktober 2014 verließ er den Klub und wurde von Neftechimik Nischnekamsk verpflichtet. Ein Jahr später wurde er zunächst im Rahmen eines Tauschgeschäfts an den HK Traktor Tscheljabinsk abgegeben, ehe er im August 2015 zum HK Jugra Chanty-Mansijsk wechselte.

### International
Für Russland nahm Kalaschnikow an der U18-Junioren-Weltmeisterschaft 2009 teil, bei der er mit seiner Mannschaft die Silbermedaille gewann.

## Erfolge und Auszeichnungen
- 2009 Silbermedaille bei der U18-Junioren-Weltmeisterschaft
- 2012 Charlamow-Pokal-Gewinn mit Omskje Jastreby